# Махала (Грчка)
Махала или Мала (грч. Τροπαιούχος, Тропеухос) је насеље у Грчкој у општини Лерин, периферија Западна Македонија. Према попису из 2021. био је 291 становник.
На попису из 1991. године Махала је имала 359 становника, Словена пореклом из околних села и потомака грчких избеглица из Турске.

## Становништво
| Година       | 1951 | 1961 | 1971 | 1981 | 1991 | 2001 | 2011 |
| ------------ | ---- | ---- | ---- | ---- | ---- | ---- | ---- |
| Становништво | 664  | 552  | 410  | 382  | 359  | 371  | 323  |